# Oxygène (revue)
Pour les articles homonymes, voir Oxygène (homonymie).
Oxygène est une revue bretonne d'écologie des années 1970-80, aujourd'hui disparue.
Elle s'est beaucoup intéressée aux questions énergétiques et a informé régulièrement sur la lutte antinucléaire de Plogoff.

## Contributeurs
- Nono
- Yves Quentel